# Markvartice (district de Jihlava)
Pour les articles homonymes, voir Markvartice.
Markvartice (en allemand : Markwartsdorf) est une commune du district de Jihlava, dans la région de Vysočina, en République tchèque. Sa population s'élevait à 203 habitants en 2024.

## Géographie
Markvartice se trouve à 12 km à l'ouest de Telč, à 20 km à l'ouest-sud-ouest de Třebíč, à 25 km au sud de Jihlava et à 132 km au sud-est de Prague.
La commune est limitée par Sedlatice au nord, par Předín à l'est, par Svojkovice au sud-est, par Rozseč au sud, et par Stará Říše à l'ouest.

## Histoire
La première mention écrite de la localité date de 1257.

## Transports
Par la route, Markvartice se trouve à 13,5 km de Telč, à 26 km de Jihlava et à 157 km de Prague.